# 阿迪格人
阿迪格人是俄羅斯的一個民族，歐洲和東方的文獻自中世紀起稱他們為切爾克斯人。現代阿迪格人、卡巴爾達人和切爾克斯人的先民就是古代阿迪格部落的人。十月革命後在阿迪格人的土地上建立了切爾克斯自治州，1922年8月24日改稱阿迪格（切爾克斯）自治州，1928年8月13日又改稱阿迪格自治州，屬俄羅斯聯邦克拉斯諾達爾邊疆區。1991年7月3日，該自治州升格為俄羅斯聯邦管轄下的共和國。阿迪格語屬高加索語係阿布哈茲—阿迪格語族，亦稱下切爾克斯語、卡赫語，使用俄文字母的文字。